# Сунуну, Джон Эдвард
Джон Эдвард Сунуну (англ. John Edward Sununu; 10 сентября 1964, Бостон, Массачусетс) — американский политик, член Республиканской партии.  Он был сенатором США от штата Нью-Гэмпшир с 2003 по 2009, входил в Палату представителей с 1997 по 2003. Сын Джона Генри Сунуну, который был губернатором Нью-Гэмпшира с 1983 по 1989.
В 1987 году он получил степень магистра в Массачусетском технологическом институте, а в 1991 — степень MBA в Гарвардском университете. После получения образования работал в области высоких технологий, в частности, в компании Дина Кеймена и консультантом по вопросам управления PRTM.
Имеет католическое палестино-ливанское и ирландское происхождение.